# Vin cuit (Suiza)

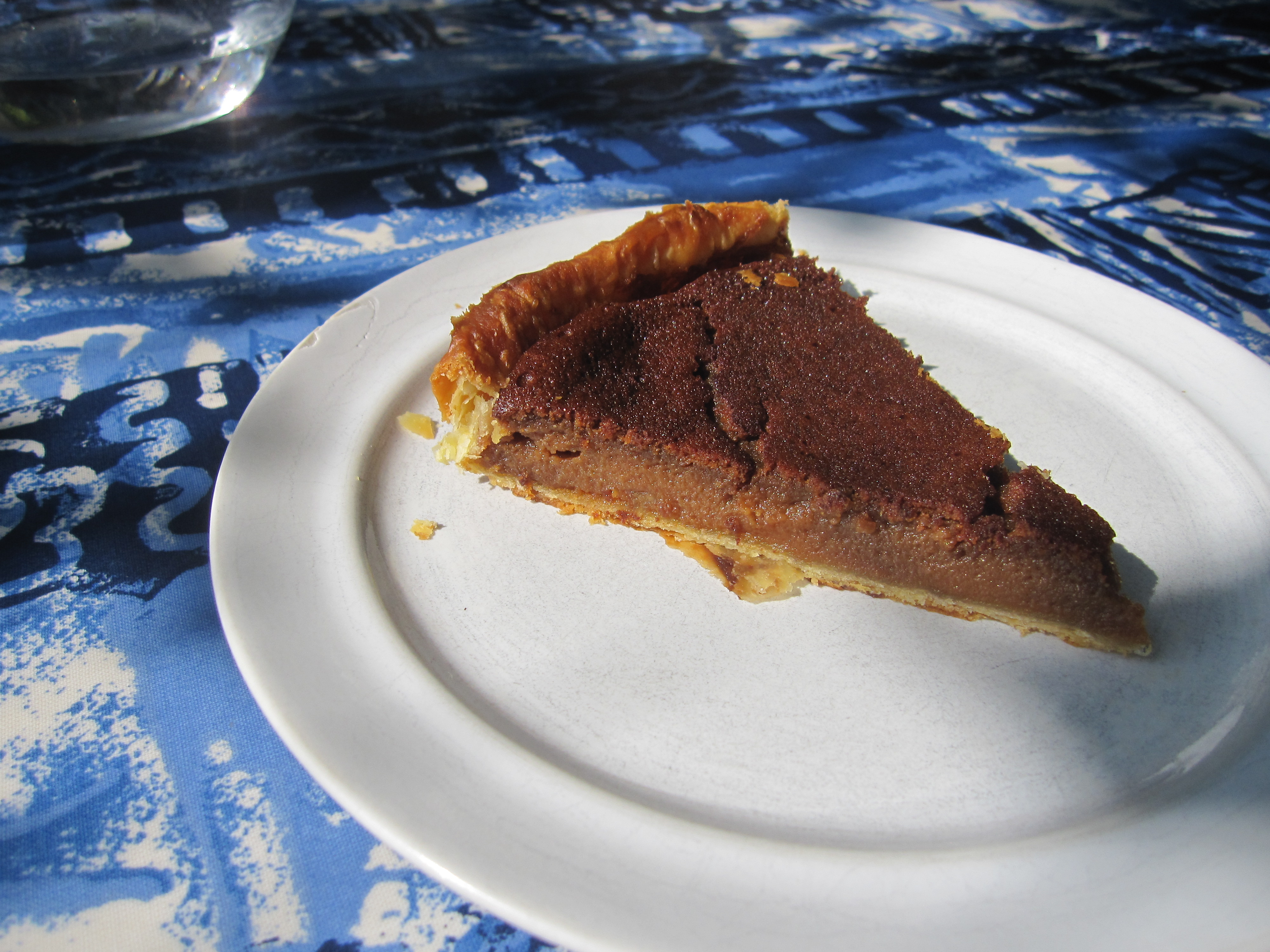
Porción de tarta al vin cuit.

En Suiza, el vin cuit (en francés ‘vino cocido’, también llamado raisinée en el cantón de Vaud o coignarde) es un producto hecho a base de jarabe concentrado de fruta, muy común en los Alpes y especialmente en Romandía, donde se ha usado como sucedáneo del azúcar, producido en otra época como alimento de lujo. El vin cuit se utiliza para elaborar postres (pasteles, tartas al vin cuit), como acompañamiento del helado de vainilla o crepes, y también como ingrediente de la moutarde de Bénichon friburguense.
El vin cuit suizo se prepara a base de zumo de pera, manzana o también (más raramente) de uva. La poire à botzi, una variedad de pera propia de la región, se usa a menudo en su preparación, complementándose en el cantón de Vaud con zumo de manzana, como la pomme douce, un tipo local. Su color varía desde el marrón oscuro (chocolate) a casi negro. Es muy viscoso y puede almacenarse durante muchos años.
El nombre de vin cuit o raisinée resulta engañoso, ya que no se prepara con vino, y rara vez se emplea uva. La receta suiza no tiene nada que ver con el vin cuit francés, que sí se hace a partir de mosto de uva.

## Historia
Las reducciones de fruta, idénticas al vin cuit suizo y al sirope de Lieja belga actuales, se conocen desde la antigüedad como una manera sencilla de conservar la fruta en manera casi ilimitada. El término griego clásico es siraion. Los escritores romanos, como Plinio el Viejo, Apicio o Columela, hablan de sapa, de caroenum, defritum o defrutum según el grado de reducción, que varía según los autores de la mitad al tercio de la cantidad de partida.
La Encyclopédie d'Yverdon menciona un vin cuit hecho con mosto de uva reducido a dos tercios, y que se emplea como bebida para los enfermos. Su uso se limitaba a untarlo en pan reemplazando a la mermelada, o como comida con patatas cocidas.

## Elaboración
En Suiza el vin cuit se fabrica llenando un gran caldero de cobre con unos pocos cientos de litros de zumo (normalmente de 200 a 350), calentándolo luego lentamente de forma continua durante 12 a 36 horas, según la cantidad de zumo, evitando a toda costa calentar el líquido en exceso, lo que le daría un sabor a quemado. El volumen se reducirá aproximadamente 10 veces: 100 litros de zumo darán 8 a 10 litros de vin cuit. Una vez enfriado, se obtiene un concentrado que puede almacenarse por mucho tiempo, en botella, sin precauciones particulares. La consistencia final se alcanza cuando el rastro de un cuchillo permanece en una cucharada de líquido previamente enfriado, lo que corresponde aproximadamente a la viscosidad de la melaza.
La coignard se prepara de manera similar, pero se añaden trozos de fruta cortada después de la cocción, por ejemplo de pera, membrillo o calabaza.
La raisiné, o mermelada de uva, emplea el mismo proceso, elevando la cocción del jarabe hasta que se solidifica en un bloque (se vendió como sucedáneo del azúcar hasta la Segunda Guerra Mundial).
La preparación se hace a menudo entre amigos, vecinos, o incluso en un festival en algunos pueblos, como por ejemplo Le Châtelard, en el cantón de Friburgo.